# Tangshan
Tangshan (xinès: 唐山; pinyin: Tángshān) és una ciutat costanera i industrial a nivell de prefectura al nord-est de la província de Hebei, a la República Popular de la Xina.
Es troba a la part oriental de la província de Hebei, al nord-est de la plana del nord de la Xina. Es troba a la zona central de l'àrea econòmica de Bohai i serveix com a principal corredor de trànsit cap al nord-est. La ciutat limita amb al mar de Bohai al sud, les muntanyes Yan al nord, Qinhuangdao i el riu Luan a l'est i Tianjin a l'oest. La ciutat de Tangshan es troba a uns 149 km a l'est al sud-est de Pequín. La població de la prefectura de Tangshan era de 7.717.983 al cens del 2020, amb 3.687.607 a l'àrea urbanitzada (o metropolitana) formada pels 7 districtes del nucli urbà.
Gran part del desenvolupament de la ciutat és degut a la industrialització, que va començar el 1870, quan el grup Kailuan va establir mines de carbó a la regió. És el lloc de naixement del primer ferrocarril de via estàndard de la Xina, la primera planta de ferrocarrils, la primera locomotora de vapor i la primera fàbrica de ciment. Va ser aclamada com el "bressol de la industrialització" de la Xina. Encara avui, Tangshan és un centre de producció d'acer, energia, química i ceràmica. L'òpera Ping (Píngjù), originada al comtat de Luanzhou de la ciutat, és una de les cinc òperes xineses més populars.

## Història

### Història antiga
Tangshan té una llarga història, amb humans vivint a la zona ja fa 4.000 anys. Va caure dins del territori del Regne Guzhu (1600 aC) en l'època de la dinastia Shang i més tard va passar a formar part de l'Estat de Yan, un dels Set Regnes Combatents (403 – 221 aC). Durant la dinastia Han (206 aC – 220 dC) va passar a formar part de l'antiga província de Youzhou. Durant la dinastia Qing va estar sota la jurisdicció de la província de Zhili i l'estat de Zunhua successivament.

### Dinasties Tang, Ming i Qing
Tangshan era un poble a l'època de la dinastia Tang (619–907) i es va desenvolupar encara més en l'agricultura i la ceràmica durant la dinastia Ming (1368–1644).

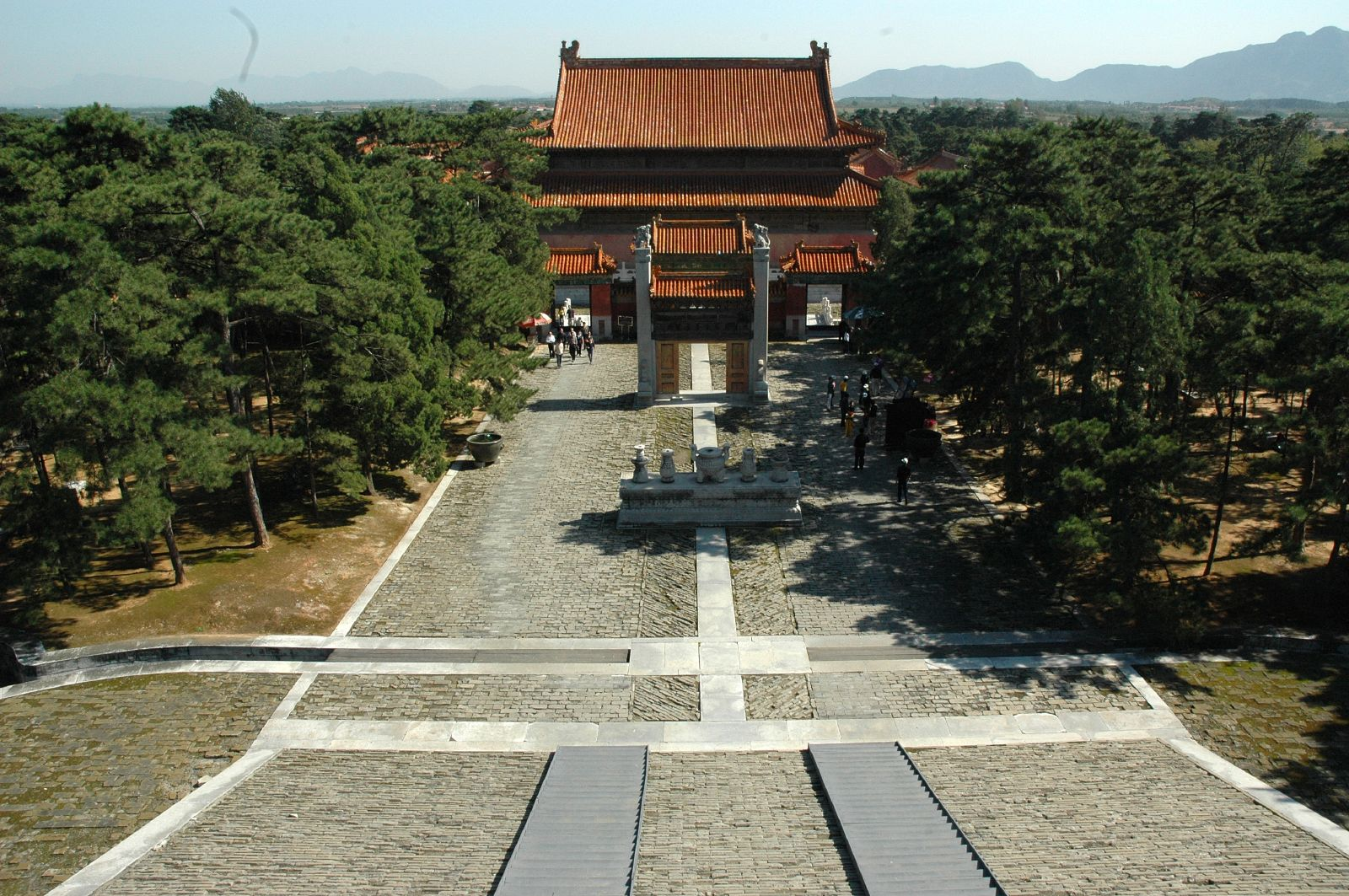
Tombes Qing orientals

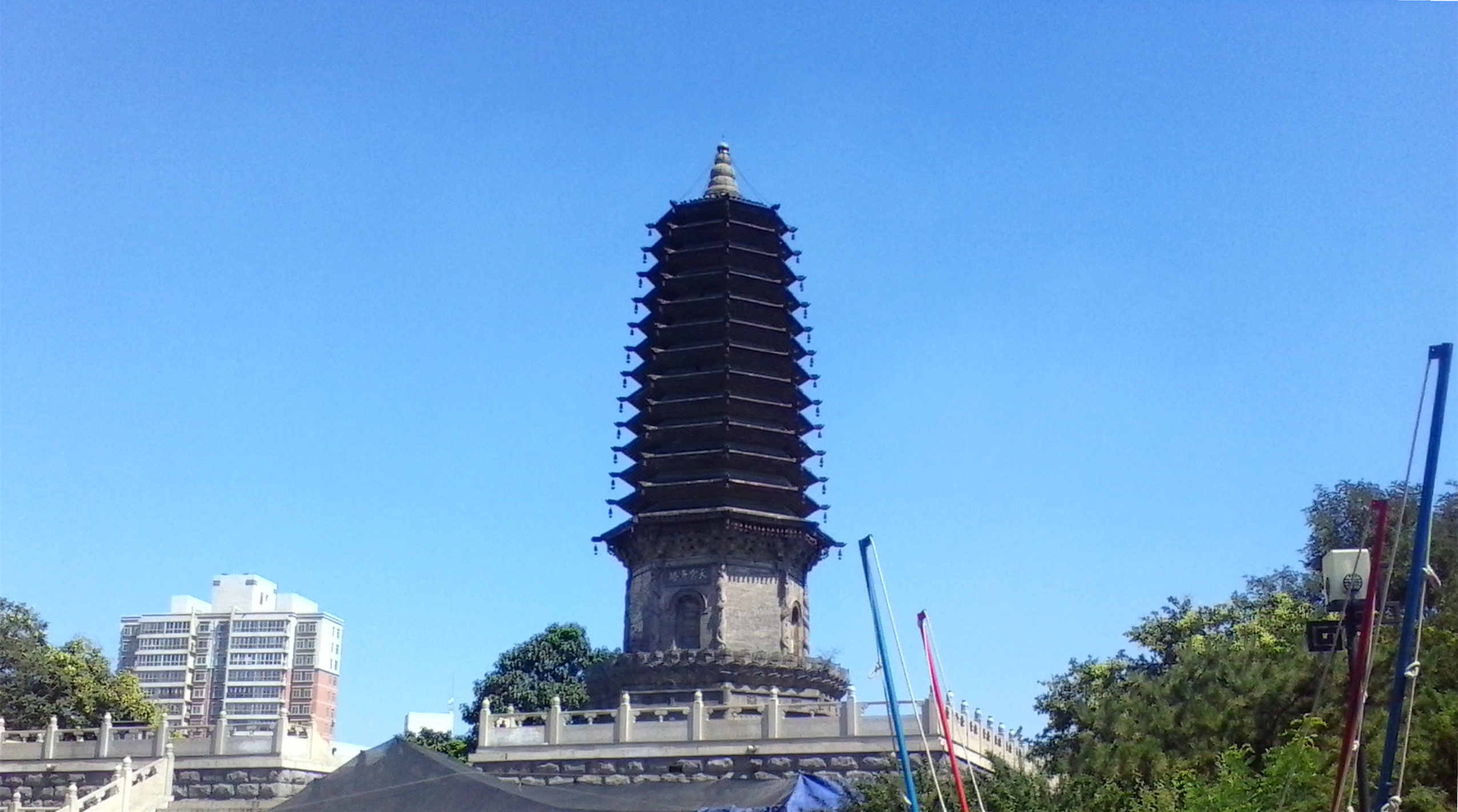
La pagoda al lloc del temple de Tiangong

Durant la Reforma dels Cent Dies al final de la dinastia Qing, l'Administració Minera de Kaiping es va establir el tercer any de l'emperador Guangxu (1877). El 1878, la ciutat de Qiaotun es va establir a Tangshan i es va rebatejar com a ciutat de Tangshan el 1889. El 1938 es va fundar formalment la ciutat de Tangshan. El sistema administratiu de Tangshan durant la República de la Xina va continuar seguint el sistema Qing. El 1929, la província de Zhili va canviar el seu nom per província de Hebei. El 28 de gener de 1939, a causa de la posició econòmica i política especial de Tangshan, el govern autònom de Hebei oriental va establir la ciutat de Tangshan, que inicialment es va anomenar "govern municipal de Tangshan" i després es va canviar a "oficina municipal de Tangshan". Després de la rendició del Japó el 1945, el Partit Nacionalista Xinès es va fer càrrec del control polític de Tangshan i va establir una Oficina d'Inspectors de l'Administració. L'abril de 1946, a la 132a reunió del Comitè Provincial de Hebei del Partit Comunista Xinès es va decidir establir la ciutat de Tangshan i el 5 de maig del mateix any es va fundar el govern municipal de Tangshan.

### Terratrèmol de Tangshan del 1976
La ciutat també s'ha fet coneguda pel terratrèmol de Tangshan de 1976 que va mesurar 7,8 a l'escala de Richter i que va arrasar gran part de la ciutat i va matar almenys 255.000 habitants segons estimacions oficials. La ciutat ha estat reconstruïda des de llavors, s'ha convertit en una atracció turística i es troba entre els 10 ports més grans de la Xina.

## Geografia

### Clima
Tangshan té un clima continental humit (Köppen Dwa) influït pel monsó, amb hiverns freds i molt secs i estius calorosos i plujosos. La primavera i la tardor són curtes amb algunes pluges. La temperatura mitjana mensual de 24 hores al gener és de -3,6 °C i de 26,9 °C al juliol, i la mitjana anual és de 12,8 °C. Prop del 60% de la precipitació anual de 590 mm cau només al juliol i l'agost. El període lliure de gelades dura 180-190 dies, i la zona rep 2.600-2.900 hores de sol anuals.